# جيني جونز (مذيع)
جيني جونز (بالإنجليزية: Jenny Jones)‏ (و. 1946  م) هي مذيعة كندية، ولدت في القدس.

## وصلات خارجية
- جيني جونز على موقع IMDb (الإنجليزية)
- جيني جونز على موقع إن إن دي بي (الإنجليزية)
- جيني جونز على موقع قاعدة بيانات الفيلم (الإنجليزية)
- جيني جونز في قاعدة بيانات الأفلام على الإنترنت